# Melkerskoorts
Bij melkerskoorts of leptospirose, veroorzaakt door de bacterie Leptospira interrogans, vertoont de mens griepverschijnselen. Ze komt vooral voor bij werkers in melkstallen. De ziekteverwekker is nauw verwant  aan de bacterie die verantwoordelijk is voor de ziekte van Weil. Via slijmvliezen en wondjes kan iemand besmet raken, vooral door de urine van de dieren. De bacterie komt voor op 1,3 % van de melkveebedrijven in Nederland en kan in de melk worden aangetoond.